# Hernando de Luque
Hernando de Luque († 1532 in Panama-Stadt) war ein spanischer Priester, der im 16. Jahrhundert in die Neue Welt reiste. Im Jahre 1514 erreichte er im Gefolge der von Pedro Arias Dávila geführten Expedition Panama, wo er Francisco Pizarro begegnete. Luque finanzierte 1526 die zweite Expedition von Pizarro und Diego de Almagro nach Süden, bei der diese im Jahre 1528 ersten Kontakt mit dem Inkareich bekamen. 
Mit der capitulación von Toledo, in der der spanische König Pizarro und Almagro die Erlaubnis zur Eroberung des Inkareichs („Neukastilien“) gab (1529), erhielt er die Titel „Bischof von Tumbes“ und „Schutzherr der Indianer Perus“. Hernando de Luque starb 1532 in Panama-Stadt, ohne dass er diese Ämter jemals ausüben konnte.